# 維特·梅利菲爾德
懷特里·大衛·梅利菲爾德（英語：Whitley David Merrifield，1989年1月24日—），為前美國職棒大聯盟的二壘手與外野手，生涯曾效力於皇家、藍鳥、費城人與勇士等隊。

## 職業生涯

### 堪薩斯市皇家
2010年美國職棒大聯盟選秀，梅利菲爾德在第9輪被皇家隊選走。他從1A開始了他的職業生涯。2012年他升上2A。2014年他升上3A。
2016年5月28日，梅利菲爾德升上大聯盟。由於他升上大聯盟後打擊能力不錯，因此他很快地就取代了原先球隊二壘手奧馬·英方提的位置。他在面對大衛·普萊斯時擊出大聯盟首安。6月13日，他在同場比賽擊出大聯盟首支三壘安打與首轟。該年他在大聯盟出賽81場比賽，打擊率2成83，並敲出2轟與29分打點。
2017年球季初，梅利菲爾德回到3A，不過他僅出賽9場比賽就被叫回大聯盟，並一路待到球季結束。該年他出賽145場比賽，打擊率2成88，並敲出19轟與78分打點。他也以34盜拿下美聯盜壘王。這是繼1962年Luis Aparacio以31盜拿下盜壘王後，再次出現最低盜壘數拿下盜壘王的成績。2018年球季，他的打擊率首次突破3成，為3成04。單季192安也是美聯最多，而另外他以45盜拿下盜壘王二連霸。
2019年球季，他的打擊率為3成02。他的出賽場次(162)、打數(681)、一壘安(139)、三壘安(10)和平飛球比(28.2%)都是大聯盟最高。他這一年拿下20次盜壘成功，不過卻也失敗了10次。
2020年，他繳出2成82的打擊率，並敲出9轟與30分打點。隔年，他繳出2成77的打擊率，並敲出10轟與74分打點。該年他以40盜拿下美聯盜壘王。防守方面，他的283次刺殺為二壘手之最，因此最後順利拿下防守聖經獎。2018年7月到2022年6月，梅利菲爾德連續出賽553場比賽，寫下隊史紀錄。

### 多倫多藍鳥
2022年8月2日，皇家將梅利菲爾德交易到藍鳥，換來Max Castillo和Samad Taylor。7月初，皇家有10位打者因為未接種COVID-19疫苗，導致在面對藍鳥的系列賽無法上場。梅利菲爾德便是其中一位，他的連續出賽紀錄也就此中斷。在加入藍鳥後，梅利菲爾德也被強制接種疫苗，否則他無法出賽。
該年他的打擊率為2成50，他也是大聯盟符合打數規定的選手當中，唯一一位沒有獲得觸身球的打者。球季結束後，他成為自由球員。

### 費城費城人
2024年2月19日，梅利菲爾德與費城人簽下一年800萬美元的合約。然而他這年的打擊率不到兩成，因此最後他在7月12日被球隊釋出。

## 國際賽
2018年9月10日，他代表美國隊參加2018年美國職棒大聯盟美日明星賽。

## 個人生活
梅利菲爾德於2019年12月28日結婚。而他是一名基督徒。
他的父親比爾以前也是一名棒球員，司職三壘。1987年9月曾短暫被海盜隊登錄至40人名單內。不過他並未於大聯盟留下出賽紀錄。

## 參看
- 美國職棒大聯盟盜壘王

## 外部連結
- 球員資訊和成績在MLB ，ESPN ，Retrosheet ，Baseball Reference ，Baseball Reference (Minors) ，Fangraphs ，The Baseball Cube （英文）
- 維特·梅利菲爾德的X（前Twitter）
- 維特·梅利菲爾德的Instagram帳戶